# Галактички Хало
Галактички Хало је регион свемира који окружује спиралне галаксије, а нарочито нашу галаксију, Млечни пут. Мисли се да је у суштини сачињен од звезда, гаса и црне материје. У елиптичној галаксији не постоји јасан прелаз између дела галаксије и Хало-а.

## Звезде Хало региона
Већина звезда спиралне галаксије је смештена у једној јединственој равни (галактичка раван) у орбити која је више-мање у кругу око центра галаксије (галактичко језгро) или, у једној куполи, луковици око галактичког језгра. Међутим, неке звезде су смештене у сфероидни Хало који окружује галаксије. Орбитално понашање тих звезда је још увек дискутабилно, али оне могу да испишу ретроградне орбите или јако накривљене, или да се не крећу по регуларним орбитама. Звезде Хало регије могу да потичу из малих галаксија које су најпре заробљене а затим прогутане од стране спиралне галаксије - на пример галаксија Стрелац је у тренутку спајања са Млечним путем ; посматрања говоре да је наша галаксија већ усисала неке њене звезде. 
Супротно галактичком диску, Хало изгледа да не садржи међузвездану прашину. Штавише, звезде галактичког Хало-а су популације II, много старије и са једним менталитетом много мањим од њихових рођака из популације I које су из галактичког диска (већ више личе на оне из галактичке сфере, луковице). Галактички Хало такође садржи и лоптасте кластере. 
Кретање звезда Хало-ом их наводи на пролажење кроз галактички диск и неки црвени патуљци слични Сунцу уносе сумњу да су пореклом из галактичког Хало-а, као на пример звезде Каптејн и Грумбриџ 1830. Због њеног нерегуларног кретања око центра галаксије - ако се ради о томе - те звезде имају значајно сопствено кретање.

## Црна материја Хало-а
Преко видљивог дела унутрашње зоне галактичког Хало-а постоји још шири регион познат под именом тамна Хало зараван, или галактичка корона која садржи велике количине црне материје.
Присуство црне материје у Хало-у је први пут примећено због њеног гравитационог утицаја на кривудање кретања једне спиралне галаксије. Без значајне масе у Хало-у, брзина ротације галаксије би опадала на деловима далеким од галактичког језгра. Међутим, посматрања спиралних галаксија, нарочито радио опсервација спекатрног зрака чистог атомског водоника (познат под именом ХИ у астрономском жаргону) показује да кривудање ротације већине спиралних галаксија остаје непромењена, равна и изван видљиве материје. Изостанак видљиве материје укључује невидљиву материју (названа као тамна или црна). Претпоставком да црна материја не постоји, дошли бисмо у ситуацију да кажемо да је прихваћена теорија гравитације погрешна, што је можда тачно али већина научника би тражила још доказа пре прихватања те евентуалности. 
Природа црне материје у галактичком Хало-у спиралних галаксија је још увек неодређена, али теорија која је најмодернија предвиђа да тамни Хало садржи велики број малих тела званих МАКО или масивне партикуле које су слабо интегрисане познате под именом ВИМП. Опсервације Хало-а Млечног пута имају за задатак да на крају открију гравитационо сочиво, али су показале да број МАКО није довољан.